# Néomogroside
Le néomogroside est un hétéroside cucurbitane isolaté à partir du fruit du cucurbitacé Siraitia grosvenorii.  Au contraire des autres composés de la même famille chimique découverts dans le même fruit et connus pour leur saveur sucrée intense (siamenside I, mogroside V, iso-mogroside V), le néomogroside est une substance amère.